# Faruq

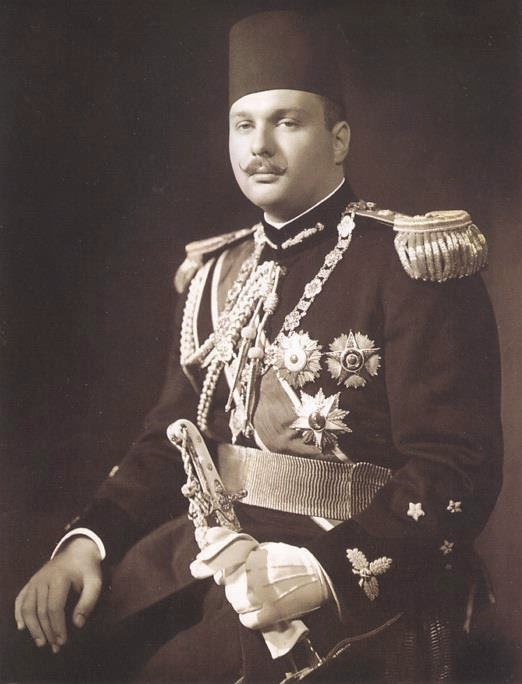
Porträt von König Faruq, 1946

Unterschrift König Faruqs

Königliches Monogramm

Faruq (I.) (arabisch فاروق الأول, DMG Fārūq al-auwal, türkisch I. Faruk, oft als Faruk transkribiert; * 11. Februar 1920 in Kairo; † 18. März 1965 in Rom) aus der Dynastie des Muhammad Ali war von 1936 bis 1952 der zehnte Herrscher von Ägypten und des Sudan aus dieser Dynastie.
1936 bestieg er nach dem Tod seines Vaters Fu'ād I. den Thron des Königreichs Ägypten. 1937 wurde er zum zweiten König von Ägypten und des Sudan gekrönt. Der Beginn seiner Herrschaft markierte eine kurze Phase der Entspannung in der Innen- und Außenpolitik. Mit seinem luxuriösen und extravaganten Lebensstil zeigte der König aber bald zu wenig Verständnis für die Anforderungen einer modernen konstitutionellen Monarchie und verspielte sich damit die Sympathie seines Volkes. Konflikte wie der Zweite Weltkrieg oder der Kalte Krieg belasteten seine Herrschaft von außen. Wegen der Niederlage seines Landes im Palästinakrieg gegen Israel und der seit 1946 dauernden Wirtschaftskrise stürzte Faruq schließlich über die wirtschaftlichen und innenpolitischen Probleme Ägyptens und des Sudan. Am 23. Juli 1952 wurde er durch einen unblutigen Militärputsch entmachtet und musste am 26. Juli den Thron seinem minderjährigen Sohn Fu'ād II. überlassen.

## Frühere Jahre

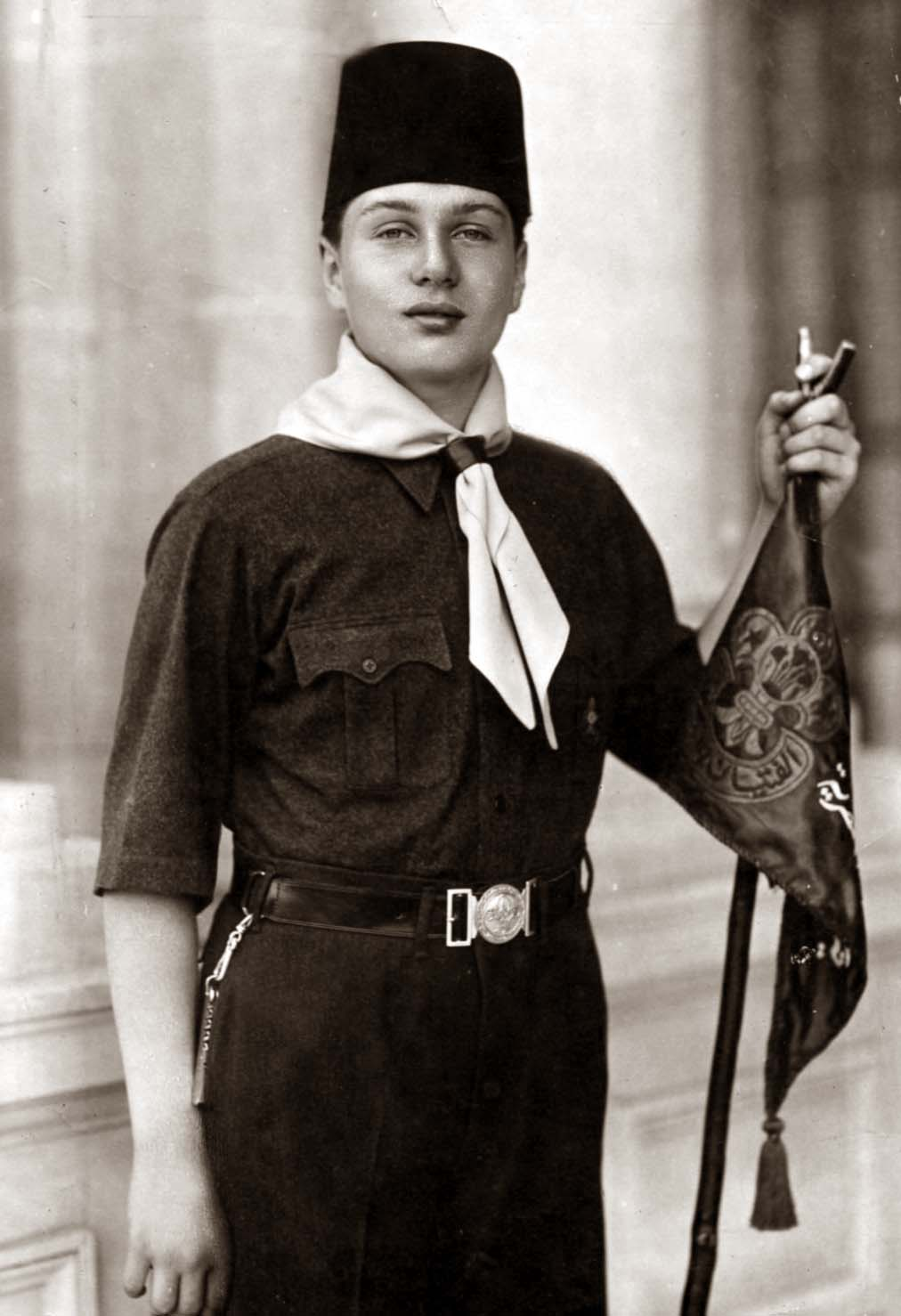
Faruq als Kronprinz in Pfadfinderuniform, 26. April 1933

Faruq wurde als ältestes Kind des damaligen Sultans Fu'ād I. und seiner zweiten Frau Nazli Sabri am 11. Februar 1920 im Abdeen-Palast in Kairo geboren. Er hatte neben ägyptischen tscherkessische, türkische, französische und albanische Vorfahren. Der Prinz erhielt von seinen Kindermädchen und seinem Vater eine strenge Erziehung. Zusätzlich zu seinen Schwestern Fausia, Faisa, Faika und Fathia hatte er eine Halbschwester aus der ersten Ehe seines Vaters mit Prinzessin Shivakiar Khanum Effendi.
Als Kronprinz trug Faruq als Mitglied der Ägyptischen Föderation für Pfadfinder und Pfadfinderinnen den Titel „Erster Pfadfinder von Ägypten“. Im Oktober 1935 wurde er zur Offiziersausbildung an die Militärakademie Woolwich in London geschickt.

## Ehe und Kinder

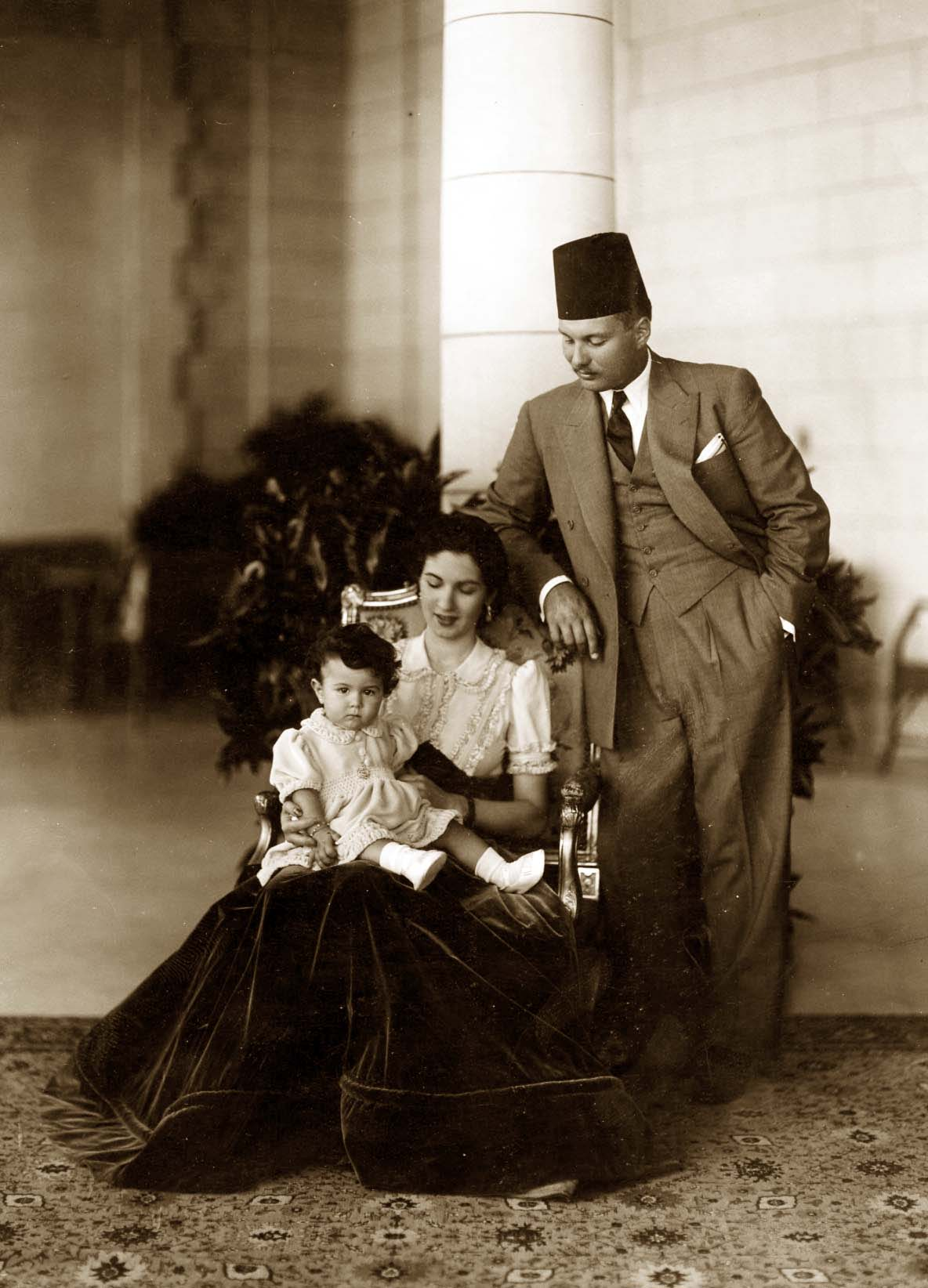
Faruq und seine Familie, 1938/39

Faruq war zweimal verheiratet. Seine erste Frau war Safinaz Zulficar, die später den Titel Farida von Ägypten trug. Sie war die Tochter des Richters und Aristokraten Youssef Zulficar Pascha. Das Paar heiratete am 20. Januar 1938 im Qubba-Palast in Kairo und hatte zusammen drei Töchter. Das Paar wurde am 17. November 1948 geschieden. Grund war das Fehlen eines männlichen Nachkommen. Faruqs zweite Ehefrau war die bürgerliche Nariman Sadiq. Ihre Familie war fest mit der ägyptischen Elite verbunden. Er heiratete sie am 6. Mai 1951. Am 16. Januar 1952 gebar sie ihm mit dem späteren Fu'ād II. einen Thronfolger. Im Februar 1954 trennte sie sich im Exil von Faruq und ging zurück nach Ägypten.
1. Farida von Ägypten (1921–1988)
Kinder
  - Farial (1938–2009)
  - Fausia Faruq (1940–2005)
  - Fadia (1943–2002)
2. Nariman Sadiq (1933–2005)
Kinder
  - Fu'ād II. (1952–)

## Herrschaft

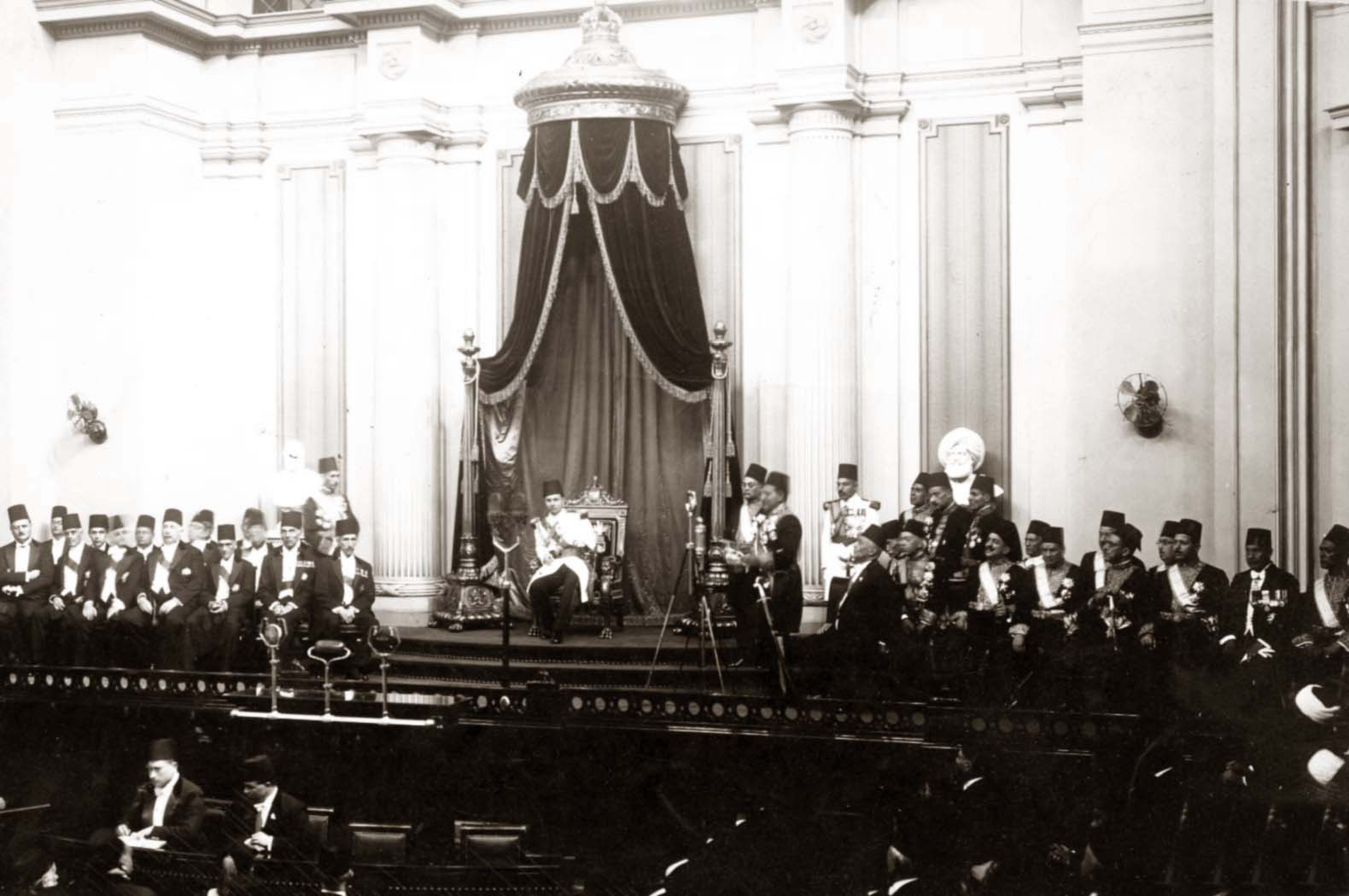
König Faruq im ägyptischen Parlament, 1937

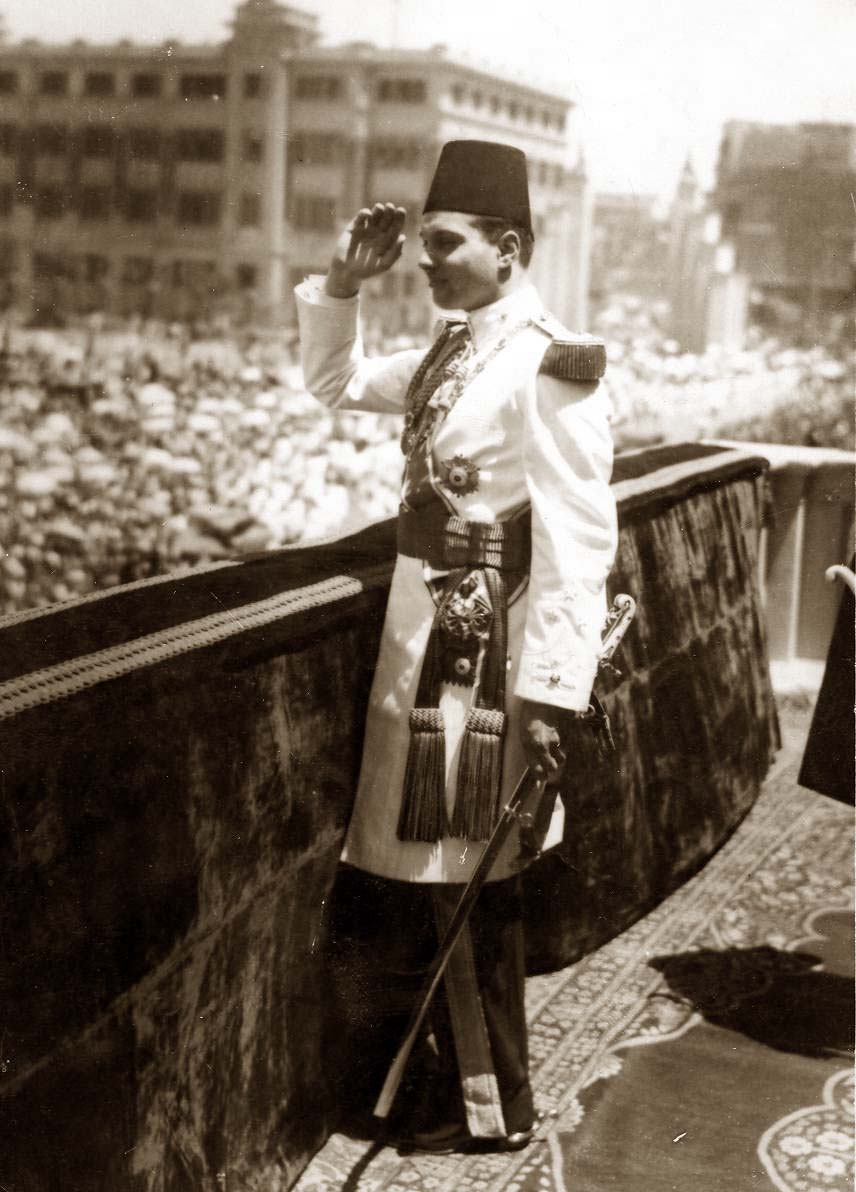
Faruq in Uniform, 1938

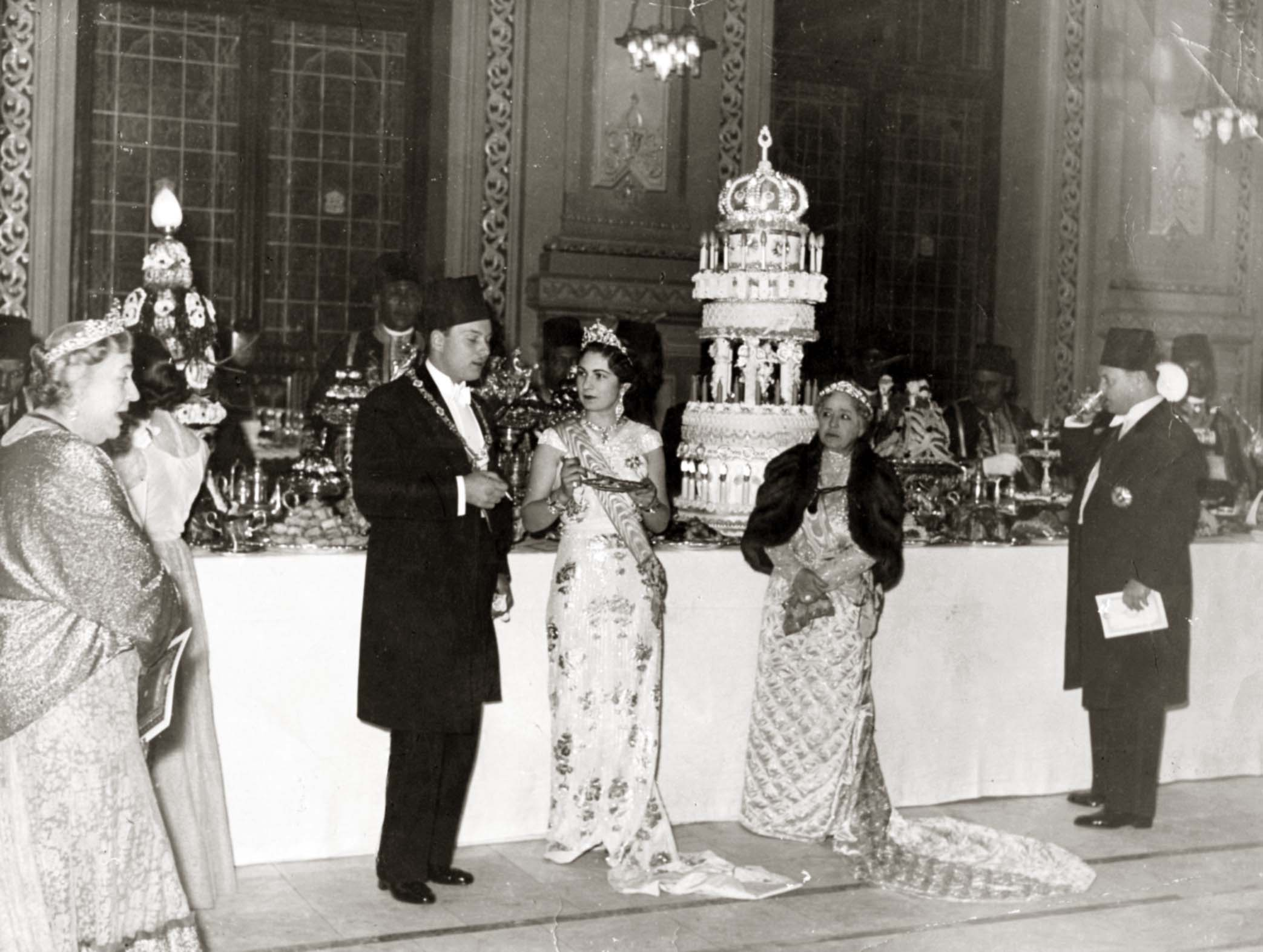
Faruq bei einem Bankett im Abdeen-Palast anlässlich seiner Hochzeit mit Königin Farida von Ägypten

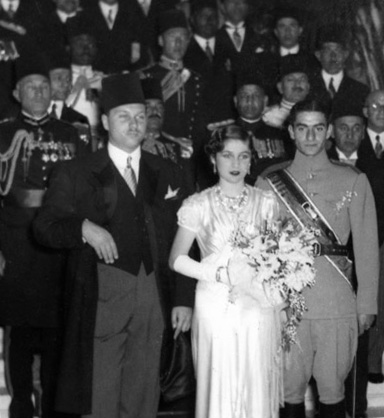
Faruq mit seiner Schwester Fausia und dem iranischen Kronprinzen und späteren Schah Mohammad Reza Pahlavi, 1939

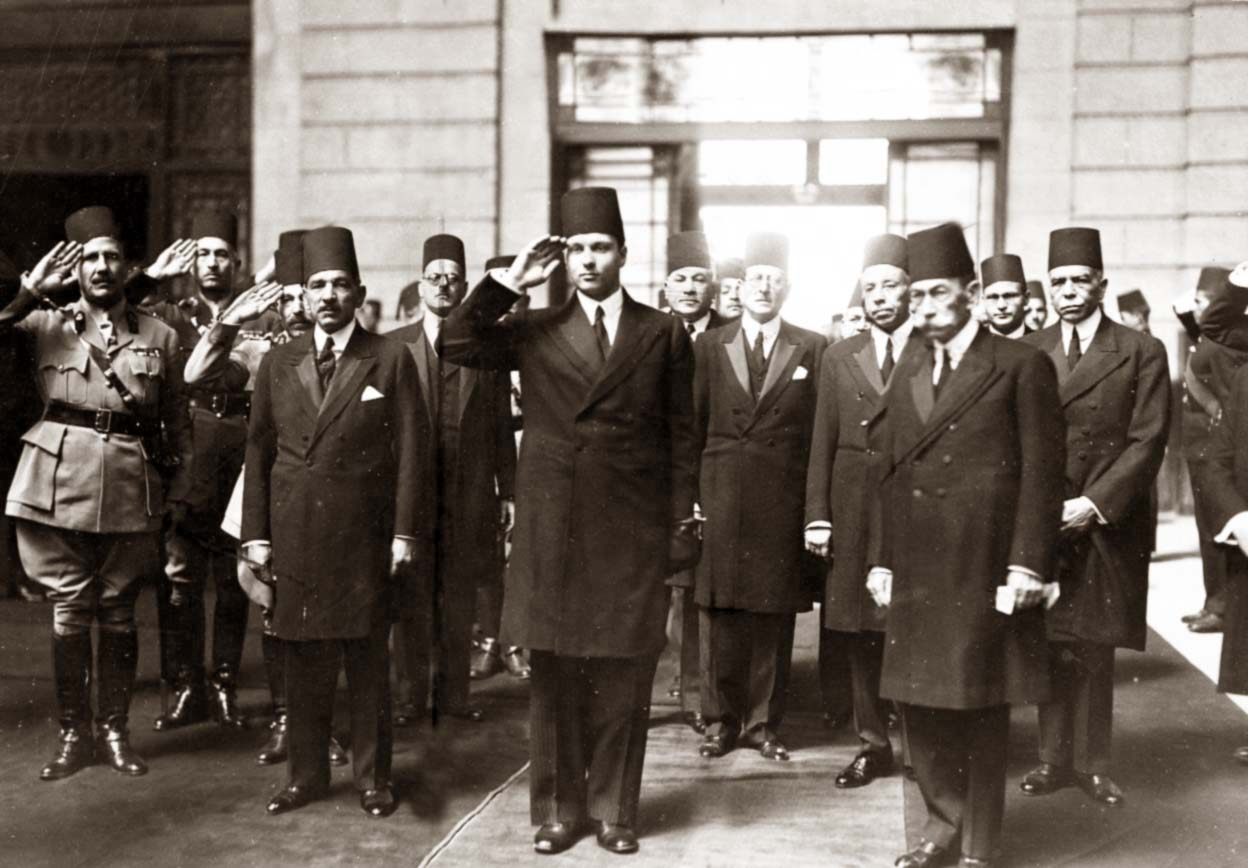
Faruq (Mitte) mit Ministern während des Krieges

Nach dem Tod seines Vaters am 28. April 1936 wurde Faruq gemäß der gesetzlichen Thronfolge neuer König von Ägypten und Herrscher des Sudan. Am 6. Mai kehrte er von seinem Studium in Großbritannien nach Ägypten zurück. Zuerst übernahm ein Regentschaftsrat, bestehend aus Muhammad Ali Tewfik, Adli Yakan Pascha, Tawfiq Nasim Pascha, Aziz Ezzat Pascha und Sherif Sabri Pascha, die Vormundschaft für den jungen König. Am 29. Juli 1937 wurde der Rat aufgelöst und Faruq für regierungsfähig erklärt. Am gleichen Tag folgte im Parlament die Krönung. Nach dieser hielt der 16-jährige Monarch eine öffentliche Radioansprache an die Nation. Es war das erste Mal, dass ein Herrscher von Ägypten während seiner Inthronisierung direkt zu seinem Volk sprach.
Faruqs Regierungsstil war anfangs deutlich liberaler als der seines Vaters. Auch erreichte wegen seiner säkularen und laizistischen Einstellung der Konflikt mit der islamischen Geistlichkeit seinen Höhepunkt, was zu einem Erstarken der Muslimbruderschaft führte. Der König genoss aber wegen seines Charismas am Anfang enorme Popularität im ägyptischen und sudanesischen Volk. Auch die Aristokratie und der Adel des Landes feierten den neuen Herrscher.
Kurz nach seinem Herrschaftsantritt versuchte Faruq das politische Leben, das durch die Diktatur des Premierministers Ismail Sidqi Pascha angeschlagen war, wieder zu normalisieren. Im Mai 1936 ließ er Neuwahlen zu und berief das seit Juli 1930 suspendierte Parlament wieder ein. Am 6. Mai 1936 ernannte er den Wafd-Parteichef Mustafa an-Nahhas Pascha zum Premierminister, mit dem er die Umsetzung eines umfassenden Reformprogramms begann. Es wurde die Verwaltung reformiert, neue Ministerien entstanden und die Struktur der Armee gestrafft. Auch wirtschaftlich gelangen mit der Überwindung der Weltwirtschaftskrise, die Ägypten 1929/1930 erfasst hatte, wieder Erfolge. So wurde die Industrialisierung wiederbelebt und die Arbeitslosigkeit massiv gesenkt. Außenpolitisch nahm man mit den Briten wieder Gespräche auf und konnte erfolgreich einen Vertrag aushandeln, der den seit 1924 andauernden Streit zwischen den beiden Nationen beilegte und sie zu Verbündeten machte. Durch den Anglo-Ägyptischen Vertrag vom 22. August 1936 verzichtete Großbritannien auf bestimmte vorbehaltene Rechte in Ägypten und zog seine Truppen von maximal 10.000 Mann schrittweise bis auf die Sueskanalzone zurück, wobei es sich aber das Zugriffsrecht auf das ägyptische Transport- und Kommunikationssystem im Kriegsfall sicherte. Zudem wurde die ägyptische Armee vollständig dem Oberbefehl des Königs unterstellt und das bisherige Amt des Sirdar abgeschafft.
Außen- und innenpolitisch gestärkt erlebte Ägypten unter Faruq noch einmal einen enormen Wirtschaftsaufschwung. Dieser wurde durch die seit 1935 zunehme jüdische Einwanderung aus Nazi-Deutschland, womit neue europäische Fachkräfte nach Ägypten kamen, und die Heirat von Faruqs Schwester Fausia mit dem iranischen Kronprinzen und späteren Schah Mohammad Reza Pahlavi am 16. März 1939, womit eine strategische Allianz Ägyptens mit dem Iran und der Türkei entstanden war, begünstigt. Der Iran lieferte Erdöl an Ägypten, während dessen Beamte beim Aufbau der damals unterentwickelten iranischen Infrastruktur halfen.
Mit dem Beginn des Zweiten Weltkriegs im September 1939 rief Faruq die Generalmobilmachung der ägyptischen Armee aus. Er und sein Premierminister Ali Maher Pascha wollten die bewaffnete Neutralität Ägyptens wahren. Nach dem Kriegseintritt des faschistischen Königreichs Italien am 10. Juni 1940 auf der Seite des Deutschen Reiches begannen dessen Truppen von Ostafrika aus, auf sudanesisches Gebiet vorzustoßen und ägyptisch-britische Militärposten anzugreifen. Am 28. Juni 1940 entließ der König wegen der angespannten Lage Ali Maher Pascha und ernannte Hassan Sabry zum neuen Regierungschef. Kurz darauf berief sich Großbritannien auf den Anglo-Ägyptischen Vertrag, der bei einer Bedrohung des Sueskanals die Besetzung des Landes erlaubte. Die ägyptische Armee hatte dem dabei nichts entgegenzusetzen. Faruq protestierte gegen die Besetzung, wurde aber von den Briten kaltgestellt. Im September 1940 eröffnete Italien von Libyen aus eine zweite Front gegen die bedrängten Ägypter und Briten. Während des Krieges diskreditierte Faruq sich sowohl in den Augen der britischen Regierung als auch der einheimischen Bevölkerung durch seinen ausschweifenden und kostspieligen Lebenswandel, während sich der Lebensstandard des Großteils der ägyptischen und sudanesischen Bevölkerung massiv verschlechterte. Unter dem Eindruck des seit 1941 erfolgreich in Nordafrika operierenden deutschen Afrikakorps knüpften Faruq und die ägyptische Elite ihrerseits – letztlich erfolglose – Kontakte zu den Achsenmächten. Der König bemühte sich aber wegen der zunehmenden inneren Spannungen in der Bevölkerung nach außen hin die Neutralität seines Landes zu wahren.
Im Februar 1942 erschütterte eine Regierungskrise Ägypten schwer, die mit einer Intervention der britischen Regierung endete und den König beinahe zur Abdankung gezwungen hätte. Diese Episode verdeutlichte für das ägyptische Militär und die einheimische Bevölkerung die angebliche Machtlosigkeit Faruqs gegenüber den Briten und beschädigte sein Ansehen erheblich. Hinzu kam der langsame Aufstieg des arabischen Nationalismus.
Am 24. Februar 1945 erklärte Faruq unter starkem Druck der Briten den beiden verbliebenen Achsenmächten Deutschland und Japan den Krieg.
Nach dem Ende des Krieges zogen 1946 die britischen Truppen aus Ägypten ab. Der überstürzte Rückzug löste eine schwere Wirtschaftskrise aus, wodurch die Bevölkerung weiter verarmte. Die Krise wurde durch Arbeiterunruhen und Streiks verschärft. Terroranschläge der Muslimbruderschaft ab 1947 gegen Juden und europäische Ausländer, die die staatliche Ordnung destabilisierten, führten zu einem rapiden Anstieg der Sicherheits- und Militärkosten zur Sicherung von dieser und zur rücksichtslosen Unterdrückung der linksliberalen, kommunistischen und islamistischen Opposition.
1948, als der Staat Israel gegründet wurde, nahm Faruq zunächst eine konziliantere Haltung gegenüber dem neuen Staat an. Der Druck der Straße zwang ihn aber, ägyptische Truppen nach Palästina zu entsenden und am Palästinakrieg gegen Israel teilzunehmen. Der Krieg endete nach einigen Anfangserfolgen der erfahrenen ägyptischen Truppen 1949 mit der Niederlage Ägyptens. Nur der Gazastreifen konnte behauptet werden und fiel unter ägyptische Herrschaft. Faruqs Angebot, im Austausch für die Negevwüste (siehe Südbezirk (Israel)) mit Israel Frieden zu schließen, scheiterte am Widerstand der Bevölkerung.
Unter den militärischen Desastern des Krieges und der Wirtschaftskrise litt zunehmend das Ansehen des Königs. Den aus dem Krieg hervorgehenden zügellosen Nationalismus in Ägypten und im Sudan gegen die Briten und den Westen versuchte der Monarch zunächst für sich zu nutzen und bemühte sich um die Ausschaltung des britischen Einflusses im Sudan, der immer noch gemeinsam verwaltet wurde. Um mehr Einfluss zu gewinnen, schenkte er der Khartumer Bevölkerung 1947 den Neubau der Faruq-Moschee. Am 17. Oktober 1951 boten ihm hochrangige sudanesische Würdenträger und das ägyptische Parlament die sudanesische Königskrone an. Am gleichen Tag nahm er an und ließ sich zum König von Ägypten und des Sudan, der bis dahin nur der inoffizielle Titel der ägyptischen Monarchen gewesen war, ausrufen. Mit seiner Zustimmung kündigte Premierminister Mustafa an-Nahhas Pascha den Anglo-Ägyptischen Vertrag, der trotz langer Verhandlungen nicht erneuert werden konnte. Als Ergebnis wurden die britischen Truppen um die Sues-Kanalzone zu Besatzern und Faruq zum Befreier erklärt. Sein Königstitel wurde aber nicht von allen Großmächten anerkannt und löste im Sudan starke politische Unruhen aus. Ägypten isolierte sich so weiter im sich abzeichnenden Kalten Krieg. In diesem betrieb das Königreich eine strikt antikommunistische Politik, die auf die Eindämmung des Kommunismus im arabischen und islamischen Raum abzielte. Von 1946 bis 1949 intervenierte der König, zusammen mit Großbritannien und den Vereinigten Staaten, erfolgreich indirekt im Griechischen Bürgerkrieg auf der Seite der rechten Monarchisten. Faruqs Angebote auf militärische und Entwicklungszusammenarbeit mit den Vereinigten Staaten wurden aber abgelehnt. Ein ägyptisch-sowjetisches Bündnis lehnte wiederum der König ab. Anstatt dessen wurde mit der UdSSR 1951 ein Nichtangriffspakt geschlossen.
Als am 24. Dezember 1951 Ägyptens westlicher Nachbar Libyen unabhängig wurde, leistete Faruq Entwicklungshilfe. Diese kostspielige Kampagne zur Einflussgewinnung erwies sich letztlich als erfolglos.

## Sturz

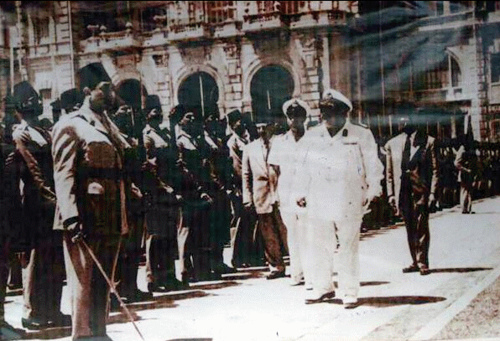
Faruq schreitet an ägyptischen Truppen vorbei ins Exil, 26. Juli 1952

Mit der Königsproklamation gelang es Faruq, Ägypten zunächst zu beruhigen und den starken Nationalismus zurückzudrängen. Infolgedessen kam es wieder zu leichten wirtschaftlichen Verbesserungen und politischen Reformen. Ab Ende 1951 und im Frühjahr 1952 kam es in der Sueskanalzone aber zu kleineren Gefechten zwischen militanten ägyptischen Freischärlern und britischen Truppen. Als am 24. Januar 1952 50 ägyptische Hilfspolizisten in Ismailia von britischen Truppen getötet wurden, folgten in Kairo heftige Proteste, die als Kairoer Brände bekannt sind. Die als ineffektiv empfundene Krisenpolitik des Monarchen und die darauffolgende Staatskrise führten am 23. Juli 1952 zu einem Militärputsch, der von den beiden bürgerlichen Offizieren Muhammad Nagib und Gamal Abdel Nasser geleitet wurde. Faruq wurde in Alexandria unter Hausarrest gestellt und musste drei Tage nach dem Putsch zugunsten seines sechs Monate alten Sohnes Ahmad Fu'ād, der als Fu'ād II. zum neuen König gekrönt wurde, abdanken und nach Italien ins Exil gehen. Die Abdankung sollte die Revolutionäre und anti-monarchistischen Kreise beschwichtigen und der Dynastie den Thron erhalten.
Der libysche See des 23. Juli erinnert bis heute an den Sturz Faruqs. Dieser besaß zudem eine Riesenschildkröte, die er vor seinem Gang ins Exil dem Kairoer Zoo vermachte.

## Im Exil

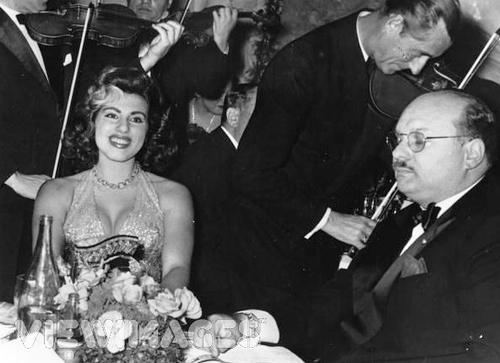
Faruq und die italienische Sängerin Irma Capece Minutolo in Neapel, 1959

Von Italien aus ging Faruq nach Monaco und später wieder nach Italien zurück. Als am 18. Juni 1953 die revolutionäre Regierung unter Ministerpräsident Nagib die Monarchie für abgeschafft erklärte und Ägypten und der Sudan zu Republiken wurden, verstaatlichte sie sämtliche Vermögenswerte des Königs und versteigerte seine großen Sammlungen von Schmuckstücken und Schätzen. Es kam aber zu Jahrzehnte dauernden Rechtsstreiten um die Rückzahlung der königlichen Schulden durch die neue Republik sowie um die auf ausländischen Konten eingefrorenen königlichen Vermögenswerte.
Die ägyptische Staatsbürgerschaft von Faruq wurde am 29. April 1958 durch die Vereinigte Arabische Republik, dem Zusammenschluss von Ägypten und Syrien unter der Präsidentschaft von Nasser, aberkannt. Ein Jahr später wurde ihm aber von Fürst Rainier III. die monegassische Staatsbürgerschaft zuerkannt. 1960 zog Faruq nach Rom.

## Tod

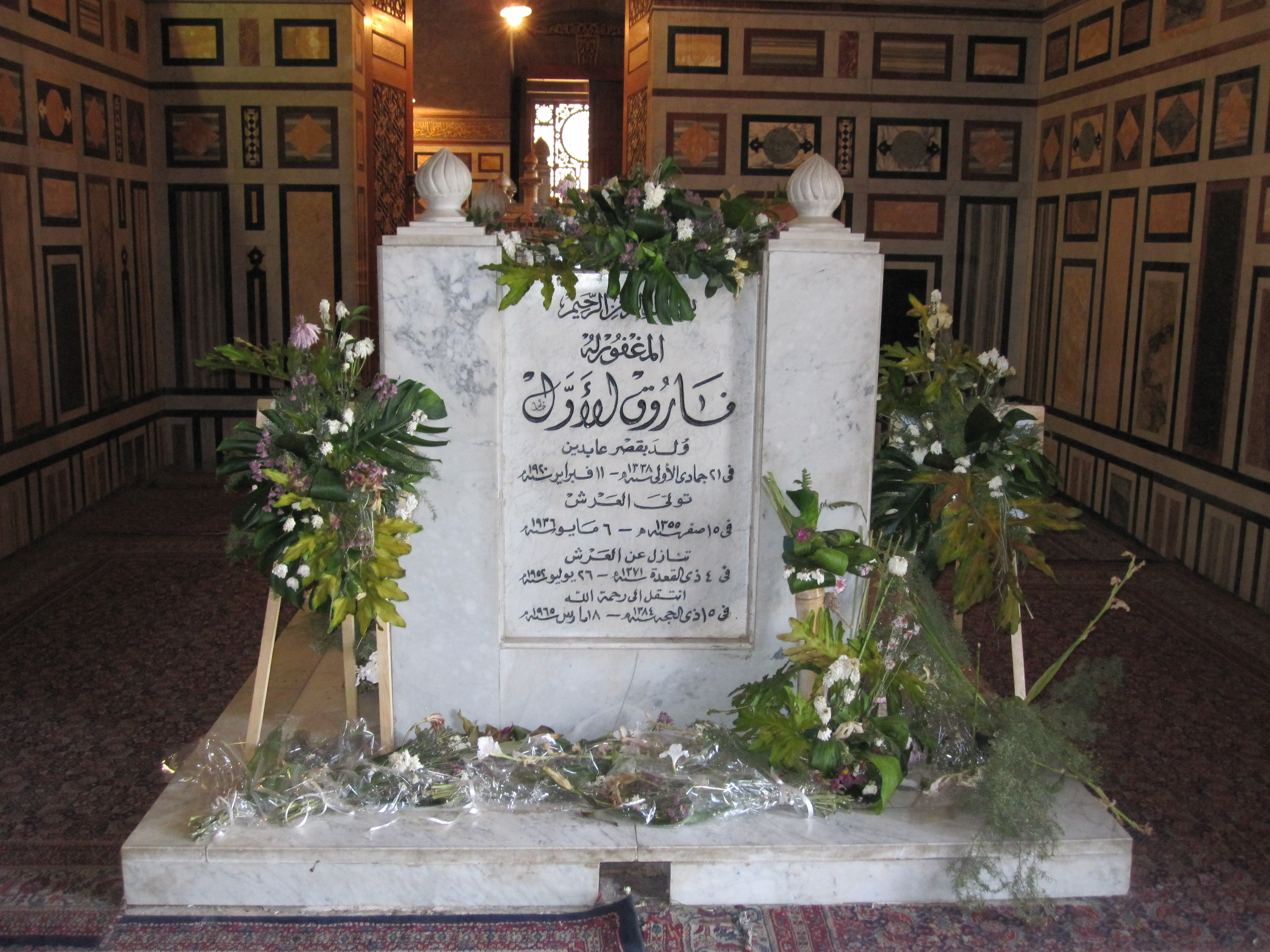
Faruqs Grab in der ar-Rifa'i-Moschee

Der in seinen letzten Lebensjahren stark übergewichtige Monarch (ca. 135 kg) brach am 18. März 1965 im römischen Restaurant Ile de France nach dem Essen zusammen. Die These, Faruq sei vom ägyptischen Geheimdienst vergiftet worden, ist umstritten. Eine Obduktion des Leichnams wurde nicht durchgeführt. Faruq wurde zuerst in Rom begraben, später wurde er, nachdem sich der saudische König Faisal ibn Abd al-Aziz bereit erklärt hatte, ihn nach Saudi-Arabien umzubetten, am 31. März 1965 heimlich in der ar-Rifa'i-Moschee in Kairo begraben.

## Abstammung
|  |                                                     |  |  |  |  |  |  |  |  |  |  |  |  |  |  |  |
|  | 16. Muhammad Ali Pascha                             |  |  |  |  |  |  |  |  |  |  |  |  |  |  |  |
|  |                                                     |  |  |  |  |  |  |  |  |  |  |  |  |  |  |  |
|  |                                                     |  |  |  |  |  |  |  |  |  |  |  |  |  |  |  |
|  | 8. Ibrahim Pascha                                   |  |  |  |  |  |  |  |  |  |  |  |  |  |  |  |
|  |                                                     |  |  |  |  |  |  |  |  |  |  |  |  |  |  |  |
|  |                                                     |  |  |  |  |  |  |  |  |  |  |  |  |  |  |  |
|  | 17. Amine                                           |  |  |  |  |  |  |  |  |  |  |  |  |  |  |  |
|  |                                                     |  |  |  |  |  |  |  |  |  |  |  |  |  |  |  |
|  |                                                     |  |  |  |  |  |  |  |  |  |  |  |  |  |  |  |
|  | 4. Ismail Pascha                                    |  |  |  |  |  |  |  |  |  |  |  |  |  |  |  |
|  |                                                     |  |  |  |  |  |  |  |  |  |  |  |  |  |  |  |
|  |                                                     |  |  |  |  |  |  |  |  |  |  |  |  |  |  |  |
|  | 9. Hoshyar                                          |  |  |  |  |  |  |  |  |  |  |  |  |  |  |  |
|  |                                                     |  |  |  |  |  |  |  |  |  |  |  |  |  |  |  |
|  |                                                     |  |  |  |  |  |  |  |  |  |  |  |  |  |  |  |
|  | 2. Fu'ād I., König von Ägypten                      |  |  |  |  |  |  |  |  |  |  |  |  |  |  |  |
|  |                                                     |  |  |  |  |  |  |  |  |  |  |  |  |  |  |  |
|  |                                                     |  |  |  |  |  |  |  |  |  |  |  |  |  |  |  |
|  | 5. Ferial                                           |  |  |  |  |  |  |  |  |  |  |  |  |  |  |  |
|  |                                                     |  |  |  |  |  |  |  |  |  |  |  |  |  |  |  |
|  |                                                     |  |  |  |  |  |  |  |  |  |  |  |  |  |  |  |
|  | 1. Faruq I, König von Ägypten                       |  |  |  |  |  |  |  |  |  |  |  |  |  |  |  |
|  |                                                     |  |  |  |  |  |  |  |  |  |  |  |  |  |  |  |
|  |                                                     |  |  |  |  |  |  |  |  |  |  |  |  |  |  |  |
|  | 6. Abdel Rahim Sabri Pasha                          |  |  |  |  |  |  |  |  |  |  |  |  |  |  |  |
|  |                                                     |  |  |  |  |  |  |  |  |  |  |  |  |  |  |  |
|  |                                                     |  |  |  |  |  |  |  |  |  |  |  |  |  |  |  |
|  | 3. Nazli Sabri                                      |  |  |  |  |  |  |  |  |  |  |  |  |  |  |  |
|  |                                                     |  |  |  |  |  |  |  |  |  |  |  |  |  |  |  |
|  |                                                     |  |  |  |  |  |  |  |  |  |  |  |  |  |  |  |
|  | 28. Muhammad Said                                   |  |  |  |  |  |  |  |  |  |  |  |  |  |  |  |
|  |                                                     |  |  |  |  |  |  |  |  |  |  |  |  |  |  |  |
|  |                                                     |  |  |  |  |  |  |  |  |  |  |  |  |  |  |  |
|  | 14. Muhammad Sharif Pasha, Premierminister Ägyptens |  |  |  |  |  |  |  |  |  |  |  |  |  |  |  |
|  |                                                     |  |  |  |  |  |  |  |  |  |  |  |  |  |  |  |
|  |                                                     |  |  |  |  |  |  |  |  |  |  |  |  |  |  |  |
|  | 7. Tewfika Hanim                                    |  |  |  |  |  |  |  |  |  |  |  |  |  |  |  |
|  |                                                     |  |  |  |  |  |  |  |  |  |  |  |  |  |  |  |
|  |                                                     |  |  |  |  |  |  |  |  |  |  |  |  |  |  |  |
|  | 30. Soliman Pascha                                  |  |  |  |  |  |  |  |  |  |  |  |  |  |  |  |
|  |                                                     |  |  |  |  |  |  |  |  |  |  |  |  |  |  |  |
|  |                                                     |  |  |  |  |  |  |  |  |  |  |  |  |  |  |  |
|  | 15. Nazli Hanim                                     |  |  |  |  |  |  |  |  |  |  |  |  |  |  |  |
|  |                                                     |  |  |  |  |  |  |  |  |  |  |  |  |  |  |  |
|  |                                                     |  |  |  |  |  |  |  |  |  |  |  |  |  |  |  |
|  | 31. Mariam Hanim                                    |  |  |  |  |  |  |  |  |  |  |  |  |  |  |  |
|  |                                                     |  |  |  |  |  |  |  |  |  |  |  |  |  |  |  |
|  |                                                     |  |  |  |  |  |  |  |  |  |  |  |  |  |  |  |